# Adult
Adult este un organism care și-a terminat creșterea și a ajuns la deplină dezvoltare. În context uman, se consideră că este adultă o persoană care are vârsta cuprinsă între 18 ani și 50 de ani.

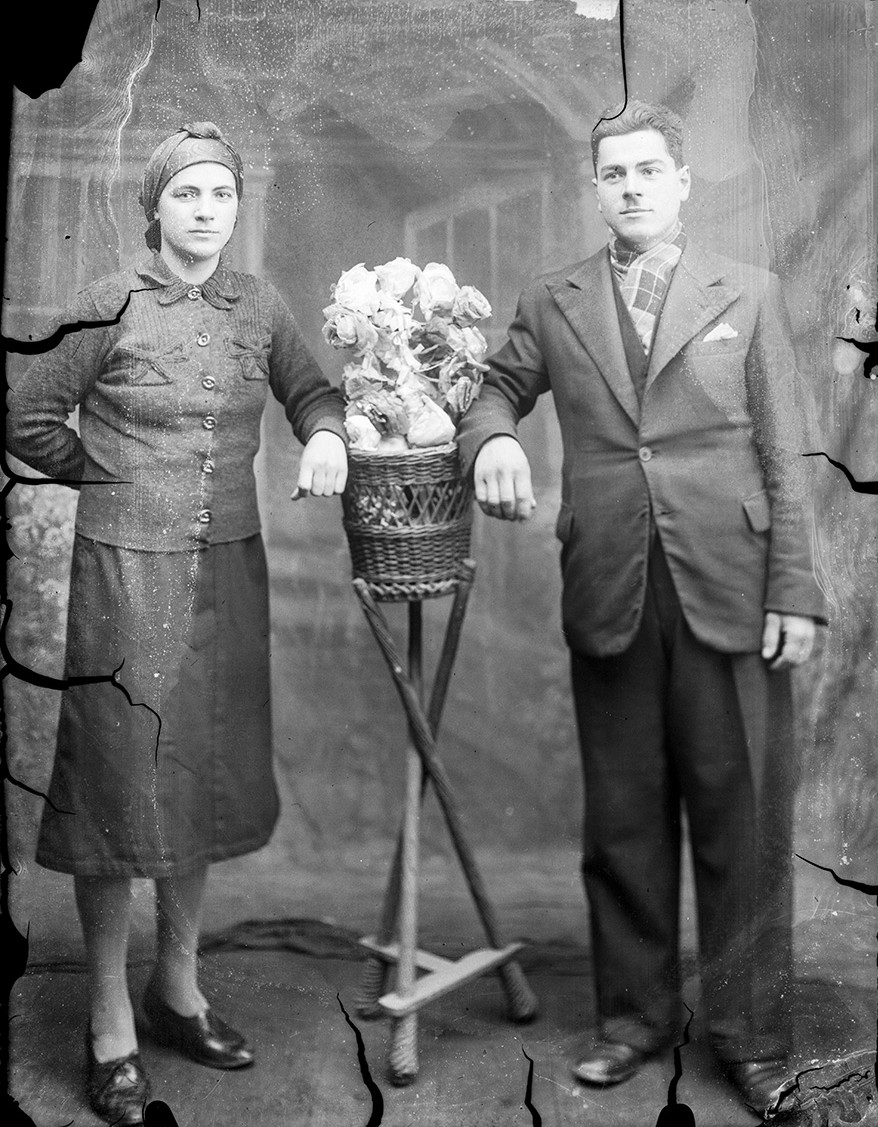
Cuplu de oameni adulți